# Santo-Pietro-di-Venaco
Santo-Pietro-di-Venaco (en corso San Petru di Venacu, en griego Σαντο Πέτρος Βενακο) es una comuna y población de Francia, en la región de Córcega, departamento de Alta Córcega.
Su población en el censo de 1999 era de 198 habitantes,
cuyo gentilicio es I Sanpedracci o Σιμοι (Simbroi) (griego).

## Demografía
| 103 | 165 | 126 | 168 | 166 | 198 |
| Para los censos de 1962 a 1999 la población legal corresponde a la población sin duplicidades (Fuente: INSEE [Consultar]) |     |     |     |     |     |

- Datos: Q676588
- Multimedia: Santo-Pietro-di-Venaco / Q676588

1. ↑  Worldpostalcodes.org, código postal n.º 20250.
2. ↑  INSEE, Datos de población para el año 2012 de Santo-Pietro-di-Venaco (en francés).